# 新华镇 (巴彦淖尔市)
新华镇，是中华人民共和国内蒙古自治区巴彦淖尔市临河区下辖的一个乡镇级行政单位。

## 行政区划
新华镇下辖以下地区：
哈达淖村、新荣村、永红村、七股地村、新华红旗村、新丰村、胜丰村、隆光村、隆胜村、民益村、团结村、永利村、春和村、三合村、新乐村、建国村、新建营村、前进村、桥梁村、古城村、和平村、新设村、份子地红旗村、五星村、新元村、联荣村、联合村、召阁台村和东方红村。